# Szelezsény (Szlovákia)
Szelezsény (1899-ig Kis- és Nagy-Szelezsény, szlovákul Sľažany) község Szlovákiában, a Nyitrai kerület Aranyosmaróti járásában. Alsó- és Felsőszelezsény közös közigazgatási egysége.

## Fekvése
Aranyosmaróttól 5 km-re nyugatra fekszik.

## Története
Szelezsényt, a későbbi Alsószelezsényt 1156-ban "Scelemsam" alakban említik először. 1209-ben "Zelesen", 1275-ben "Selezen", 1323-ban "Selezen" néven szerepel a korabeli forrásokban. Az önálló plébániával is rendelkező falu kezdetben helyi nemesek birtoka volt, majd a 14. század végén a Forgách család szerzett itt birtokot. 1534-ben részben ismét helyi nemeseké, a 17. században a Bodó, Jeszenszky, Lipovnik és Boronkay családoké. 1663-ban feldúlta a török. 1534-ben 18 portája állt. 1601-ben volt egy elhagyott malma, két nemesi kúriája, iskolája és 58 háza. 1720-ban 8 adózója lakta. 1828-ban 94 házában 631 lakos élt, akik főleg mezőgazdasággal foglalkoztak.
Felsőszelezsényt 1379-ben "Kiszelesen" alakban említik először. A Forgách család birtoka volt. A 17. században tajnasári nemeseké, később a Boronkay családé volt. 1536-ban 8 portája állt. 1573-ban a töröknek fizetett adót. 1601-ben 24 ház állt a településen. 1720-ban 10 adózója volt. 1828-ban 31 házában 198 lakos élt. Lakói mezőgazdasággal, fazsindely készítéssel foglalkoztak. Később mezőgazdasági idénymunkákból éltek.
Vályi András szerint "SZELEZIN, vagy Szelesény. Kis, és Nagy Szelezin. Két tót falu Bars Várm. Kis Szelezinnek földes Ura Boronkay Uraság; amannak pedig több Urak, lakosaik katolikusok, és evangelikusok; fekszenek a’ Tapolcsányi járásban; határbéli földgyeik középszerűek."
Fényes Elek szerint "Szelezsény (Kis), tót falu, Bars vmegyében, Ar. Maróthoz 1 mfd 108 kath. lak. F. u. Boronkay. sat. Szelezsény (Nagy), tót falu, Bars vmegyében, 579 kath., 54 evang. lak. Kath. és evang. anyatemplomok. Sok erdő. F. u. többen."
Bars vármegye monográfiája szerint "Kisszelezsény, Nyitra vármegye közelében fekvő tót kisközség, 270 róm. kath. vallású lakossal. A ghymesi, majd a maróti uradalomhoz tartozott. 1573-ban a törökök felégették. A XVII. században a Tajnayak az urai, azután a Boronkay család, a mikor Male-Szlazani tót néven is szerepel. Temploma nincs, postája Nagyszelezsény, távirója és vasúti állomása Taszár." 
"Nagyszelezsény, a nyitramegyei határ közelében fekvő magyar és tót kisközség, 505 róm. kath. és ág. evangelikus lakossal. E község 1156-ban mint a barsi paróchiához tartozó falu említtetik. Egy 1209-iki határperben Zelezen alakban szerepel. A XIV. század vége felé Ghymes vár tartozéka, 1584-ben Szelezsényi Gáspár bírja. A XVII. század végétől kezdve találkozunk itt a Bodó, Jeszenszky, Lipovniczky és a Boronkay családokkal. Most Bodó Lipót örököseinek, Kürthy Antalnak, özv. Andreánszky Emilnének és Krascsenits Imrének van itt birtoka és mindegyiknek régi úrilaka. A Bodó-féle házban őrzik Bodó Lipót gazdag régi könyv- és oklevélgyűjteményét. Szelezsény egyike ama két barsi községnek, melyeknek Lipót király 1681 november 9-iki rendeletével a református templom fentartását megengedte. 1663-ban a törökök ezt a községet is elpusztították. Kath. temploma 1784-ben épült. Az ág. evangelikusoknak is van itt templomuk. A községnek van postája és távirója, vasúti állomása pedig Taszár. Ide tartozik Bristye puszta is." 
A trianoni békeszerződésig Bars vármegye Aranyosmaróti járásához tartozott. Alsó- és Felsőszelezsényt 1960-ban egyesítették.

## Népessége
| Év:            | 1994. | 2004.   | 2014.   | 2024.   |
| -------------- | ----- | ------- | ------- | ------- |
| Emberek száma: | 1711  | 1704    | 1719    | 1690    |
| Eltérés:       |       | -0,40 % | +0,88 % | -1,68 % |

| Év:            | 2023. | 2024.   |
| -------------- | ----- | ------- |
| Emberek száma: | 1688  | 1690    |
| Eltérés:       |       | +0,11 % |

1880-ban Alsószelezsény 463 lakosából 70 magyar, 28 német, 12 egyéb és 343 szlovák anyanyelvű volt. Ebből 401 római katolikus, 34 evangélikus, 26 izraelita és 2 egyéb vallású volt.
Felsőszelezsény 246 lakosából 25 magyar, 8 német, 200 szlovák anyanyelvű és 13 csecsemő volt. Ebből 235 római katolikus, 7 izraelita és 4 evangélikus vallású volt.
1890-ben Alsószelezsény 259 lakosából 10 magyar, 4 német és 245 szlovák anyanyelvű volt. Ebből 253 római katolikus, 4 izraelita és 1-1 evangélikus és református vallású volt.
Felsőszelezsény 490 lakosából 118 magyar, 16 német és 356 szlovák anyanyelvű volt. Ebből 425 római katolikus, 42 evangélikus, 18 izraelita és 5 református vallású volt.
1900-ban Alsószelezsény 315 lakosából 10 magyar, 5 német és 300 szlovák anyanyelvű volt. Ebből 301 római katolikus, 10 izraelita és 4 evangélikus vallású volt.
Felsőszelezsény 505 lakosából 80 magyar, 16 német és 409 szlovák anyanyelvű volt. Ebből 462 római katolikus, 23 izraelita, 17 evangélikus és 3 református vallású volt.
1910-ben Alsószelezsény 473 lakosából 402 szlovák, 63 magyar, 3 német és 5 egyéb anyanyelvű volt. Ebből 462 római katolikus, 10 evangélikus és 1 izraelita vallású volt.
Felsőszelezsény 371 lakosából 350 szlovák, 20 magyar és 1 német anyanyelvű.
1921-ben Alsószelezsény 507 lakosából 28 magyar, 24 zsidó és 455 csehszlovák volt. Ebből 467 római katolikus, 34 izraelita, 5 evangélikus és 1 református vallású volt.
Felsőszelezsény 343 lakosából 17 magyar és 326 csehszlovák volt. Ebből 340 római katolikus és 3 református vallású volt.
1930-ban Alsószelezsény 589 lakosából 5 magyar, 12 zsidó, 558 csehszlovák és 14 állampolgárság nélküli volt. Ebből 556 római katolikus, 17 evangélikus és 16 izraelita vallású volt.
Felsőszelezsény 430 lakosa mind csehszlovák volt.
1970-ben 1835 lakosából 5 cseh, 1-1 magyar és lengyel és 1828 szlovák volt.
1980-ban 1835 lakosából 6 magyar és 1817 szlovák volt.
1991-ben 1735 lakosából 9 magyar és 1714 szlovák volt. 
2001-ben 1696 lakosából 11 magyar és 1663 szlovák volt.
2011-ben 1688 lakosából 1632 szlovák, 11 magyar, 4 cseh, 2 orosz, 1-1 ukrán és német, továbbá 37 ismeretlen nemzetiségű volt.
2021-ben 1712 lakosából 1637 (+1) szlovák, 8 (+4) magyar, 1 ruszin, 8 (+1) egyéb és 58 ismeretlen nemzetiségű volt.

## Neves személyek
- Részben innét származott Lipthay Imre (1585 körül–1633) Bars vármegye alispánja, országgyűlési és törökországi követ.
- Itt élt Ethey Gyula (1878-1957) magyar helytörténész.
- Nagyszelezsényben élt Ruttkay István (1803-1869) 1848-49-es honvéd-alezredes, országgyűlési képviselő.
- Nagyszelezsényben szolgált Dónay János (1807-1880) katolikus pap.
- Alsószelezsényben szolgált Fizély Ödön (1886-1979) evangélikus lelkész, a két világháború közti csehszlovákiai magyar evangélikusok egyik vezetője, a pozsonyi teológiai kar magyar előadója.

## Nevezetességei
- Alsószelezsény evangélikus temploma 1740-ben épült, tornya 1861-ben készült hozzá.
- Alsószelezsény Szentháromság tiszteletére szentelt római katolikus temploma 1756-ban épült. 1938-ban megújították.
- Felsőszelezsény reneszánsz-barokk kastélyát 1691-ben építették, a 18. század végén átalakították.

## Külső hivatkozások
- Hivatalos oldal
- E-obce.sk Archiválva 2008. szeptember 14-i dátummal a Wayback Machine-ben
- Községinfó
- Szelezsény Szlovákia térképén